# Macrosetella
Genre
Synonymes
- Dwightia Wilson C.B., 1924[2]
- Setella Dana, 1846[2]

 Macrosetella  est un genre de crustacés copépodes de la famille des Miraciidae.

## Liste d'espèces
Selon World Register of Marine Species (24 mai 2013) :
- Macrosetella acicula (Dana, 1847)
- Macrosetella crassicornis (Dana, 1847)
- Macrosetella gracilis (Dana, 1847)
- Macrosetella longicauda (Dana, 1847)
- Macrosetella messinensis (Claus, 1863)
- Macrosetella oculata (Sars G.O., 1916)
- Macrosetella tenuicornis (Dana, 1847)
- Macrosetella tenuis (Lubbock, 1860)